# Oui à l'amour, non à la guerre
Pour plus de détails, voir Fiche technique et Distribution.
Oui à l'amour, non à la guerre (titre original : Frau Wirtin hat auch einen Grafen, littéralement « Madame Wirtin a aussi un comte ») est un film de coproduction allemande, autrichienne, hongroise et italienne réalisé par Franz Antel, sorti en 1968.

## Synopsis
Europe centrale, au début du XIXe siècle. Susanne Delberg, la propriétaire du Lahn, est au moment des campagnes de conquête napoléonienne avec sa troupe d'acteurs sur le chemin en Allemagne du Sud de son auberge vers l'Italie, afin de sauver de la misère existentielle et amoureuse le comte de Lucca. Sur le chemin, elle et ses filles ont lors de leurs étapes dans les châteaux comme dans les camps napoléoniens des histoires érotiques et des confessions sur l'oreiller.
Susanne résiste à de nombreux hommes trop intrusifs avec une épée extrêmement courbée. Bientôt, elle rencontre le comte, qui conquiert d'abord son cœur, puis son lit. Mais lui aussi est menacé par des ennemis et doit être sauvé. Enfin, Susanne et ses dames se lancent dans un complot contre Napoléon Bonaparte lui-même, que la propriétaire du Lahn rencontre également sur le chemin du sud. Elle révèle cette conspiration contre l'empereur, qui aime s'enrouler autour du doigt de la belle aubergiste.

## Fiche technique
- Titre : Oui à l'amour, non à la guerre
- Titre original : Frau Wirtin hat auch einen Grafen
- Réalisation : Franz Antel assisté de Gyula Kormos, Eberhard Schröder et Otto Stenzel
- Scénario : Kurt Nachmann, Günter Ebert
- Musique : Gianni Ferrio
- Direction artistique : Herta Hareiter
- Costumes : Gerdago
- Photographie : Hanns Matula
- Son : Willy Brahmann (de)
- Montage : Luciano Anconetani, Enzo Micarelli
- Production : Carl Szokoll
- Société de production : Aico Film, Hungarofilm, Neue Delta, Terra-Filmkunst
- Société de distribution : Constantin Film
- Pays d'origine :  Allemagne de l'Ouest,  Autriche,  Hongrie,  Italie
- Langue : allemand
- Format : Couleur - 2,35:1 - Mono - 35 mm
- Genre : Comédie érotique
- Durée : 96 minutes
- Dates de sortie :
  - Autriche : 26 novembre 1968.
  - Allemagne de l'Ouest : 26 novembre 1968.
  - Italie : 13 décembre 1968.
  - Finlande : 25 avril 1969.
  - France : 15 juillet 1970[1].
  - Colombie : 13 août 1970.

## Distribution
- Teri Tordai (hu) : Susanne
- Harald Leipnitz : Ferdinand
- Jeffrey Hunter : Le comte Enrico
- Pascale Petit : La comtesse Elisa
- Jacques Herlin : Saint Laduc
- Gustav Knuth : Le bourgmestre
- Ralf Wolter : Le libraire
- Heinrich Schweiger : Napoléon Bonaparte
- Carlo Delle Piane : Pipo
- Franz Muxeneder : Pumpernickel
- Femi Benussi : Giovanna
- Edwige Fenech : Céline
- Hannelore Auer : Sophie
- Rosemarie Lindt : Bertha
- Judith Dornys : Dorine
- Anke Syring (de) : Fiametta
- Annamária Szilvássy (hu) : Agathe
- Daniela Giordano : Coralie
- Erich Padalewski : L'apothicaire
- Bela Erny (hu) : Andrea di Santa Croce
- Guido von Salis : Hippolyth
- Éva Vadnai : Babuschka
- Wolfgang Hess (de) : Le douanier
- Maria Landrock (de) : Petronella
- Harry Kalenberg (de) : Le client de l'auberge

## Production
Oui à l'amour, non à la guerre est la suite de Mieux vaut faire l'amour (1967) dans une série qui comprendra d'autres films :
- L'Auberge des plaisirs (1970)
- Suzanne joue de la trompette (de) (1970)
- Ma nièce est plus forte en amour (de) (1970)
- Frau Wirtins tolle Töchterlein (1973).

## Source de la traduction
- (de) Cet article est partiellement ou en totalité issu de l’article de Wikipédia en allemand intitulé « Frau Wirtin hat auch einen Grafen » (voir la liste des auteurs).